# Secretariat – Ein Pferd wird zur Legende
Secretariat – Ein Pferd wird zur Legende (Originaltitel: Secretariat) ist ein US-amerikanischer Film von Randall Wallace über das Leben des Rennpferds Secretariat, Sieger des Triple Crown von 1973. Diane Lane spielt Secretariats Besitzerin Penny Chenery. John Malkovich verkörpert den Trainer Lucien Laurin.
Der Film wurde in den USA gedreht und hatte am 8. Oktober 2010 Premiere. Er hat vorwiegend positive Kritiken erhalten. Der Film spielte 60 Millionen US-Dollar ein.

## Handlung
Hausfrau Penny Chenery muss nach dem plötzlichen Tod ihrer Mutter eine schwere Entscheidung treffen. Ihre Eltern besaßen eine Pferdezucht, die ihr kranker Vater allein nicht weiterführen kann. Ihr Mann geht davon aus, dass sie die Farm verkaufen wird und sie ihren Vater in ein Pflegeheim gibt. Doch schon am Tag der Beerdigung kommen Penny Zweifel, ob sie diesen einfachen Weg gehen soll. Zu viel Erinnerungen stecken hier in dem Ort, an dem sie aufgewachsen ist. Zudem erwarten gerade zwei wertvolle Zuchtstuten ihren vielversprechenden Nachwuchs. Eines dieser Fohlen will sie unbedingt noch aufwachsen sehen und trainieren lassen. Doch muss sie feststellen, dass der Pferdetrainer nicht loyal ist. Kurzerhand kündigt sie dem Mann und versucht, einen neuen Trainer zu finden. Mit viel Überredungskunst gelingt ihr dieses Vorhaben, und „Big Red“ wächst unter Lucien Laurins Erziehung zu einem Junghengst heran.
Der Trainer macht Penny wenig Hoffnung auf ein besonderes Talent von „Big Red“. Seiner Meinung nach frisst er viel zu viel und hat wenig Ambitionen, jemals ein Rennen zu laufen. Trotzdem meldet er das Tier bei einem Rennen für Zweijährige an, doch es landet nur auf dem vierten Platz. Der Trainer macht Penny nur Hoffnung, wenn sie einen passenden Jockey für den Hengst findet – einen, der mit „Big Red“ richtig umzugehen weiß und ihn richtig fordert. Beim nächsten Galopprennen in Saratoga startet der Hengst unter dem Namen Secretariat. Der Jockeywechsel hat tatsächlich Erfolg, und „Big Red“ gewinnt sein erstes Rennen. Fortan ist er nicht zu bremsen und galoppiert von Sieg zu Sieg. Mit bereits sieben Siegen in vier Monaten wird er sogar zum Pferd des Jahres gekürt. 
Die nächste Herausforderung ist das Triple-Crown-Rennen.
Doch ehe es dazu kommt, verstirbt auch Pennys Vater, und damit wird die fällige Erbschaftssteuer zu einem Problem. Ihr Bruder Jack will als Miterbe aufgeben und alles verkaufen, aber Penny sträubt sich. Sie ist fest davon überzeugt, die nötigen sechs Millionen Dollar aufzutreiben. Notfalls muss sie einige der Stuten verkaufen, aber „Big Red“ will sie nicht hergeben. So lässt sie sich einfallen, Zuchtanteile zu verkaufen. Für diesen Plan findet sie einen Verbündeten im Sohn eines guten Freundes der Familie. Zusammen gehen sie dieses waghalsige Vorhaben an. Auch der Trainer gibt sein Bestes, und so kann Secretariat für das Wood Memorial, dem letzten vor den Triple-Crown-Rennen, an den Start gehen. Wider Erwarten wird er nur Dritter, und Jockey Ronny meint, dass mit dem Pferd etwas nicht stimmt. Da „Big Red“ auch auffallend weniger frisst, sieht sich der Tierarzt das Pferd an und findet einen Abszess im Maul. Nachdem dieser entfernt wird, sieht Penny dem anstehenden Kentucky Derby optimistisch entgegen. 
Obwohl es anfänglich nicht so aussieht, gewinnt Secretariat das Kentucky Derby, und zwar mit einer Länge Vorsprung. Schon vierzehn Tage später gewinnt er souverän auch das nächste Rennen. Doch Trainer Lucien ist verhalten. Er befürchtet, dass sie „Big Red“ überfordern könnten, denn das letzte der Triple Crown Rennen ist auch das längste und anstrengendste. Er würde dem Pferd lieber eine Pause gönnen, aber Penny ist sich sicher, dass Secretariat es schaffen wird.
Vor dem letzten Triple Crown Rennen sind alle sehr aufgeregt und teilweise nervös. Zuschauer und Journalisten sind ebenso gespannt wie die Pferdebesitzer. Secretariat ist nicht nur der Favorit, sondern auch der Liebling aller. Nur fünf Pferde sind bei diesem schwierigen Rennen am Start, und diesmal setzt sich „Big Red“ gleich an die Spitze und gibt diese Position nicht mehr her. Er lässt alle Konkurrenten weit hinter sich und siegt mit 31 Längen Vorsprung.
In einem Abspann erfährt man, dass in all den Jahren, seit Secretariat die Triple Crown gewonnen hat, weder seine Siegerzeit noch sein Vorsprung beim Belmont Stakes auch nur annähernd erreicht wurden. Nach diesem gewann er noch vier weitere Rennen und kam dann als Zuchthengst auf die Hancocks-Clairborne-Farm in Kentucky, wo er mehr als 600 Fohlen zeugte. Secretariat gilt bis heute als bestes Rennpferd des 20. Jahrhunderts. Mit seinen Erfolgen rettete Penny ihre Familie und ihre Farm.

## Entstehung
Der Film basiert weitgehend auf dem Buch Secretariat: The Making of a Champion von William Nack. Bei der Produktion des Filmes wirkte er beratend mit.
Mehrere Pferde dienten als Darsteller von Secretariat. Am wichtigsten war Trolley′s Boy, ein Nachkomme von Secretariat, sowie Longshot Max, der von Secretariats Vater Bold Ruler abstammt.
Secretariat wurde im Januar 2011 von Walt Disney auf DVD und als Blu-ray veröffentlicht.

## Kritik
Das Lexikon des internationalen Films schrieb, es handle sich um eine „[ü]berzeugend gespielte, vorzüglich fotografierte Familienunterhaltung, die komödiantisch-gefühlvoll den amerikanischen Traum vom Erfolg der Tüchtigen durchspielt, dabei freilich manche zentrale Probleme nur anreißt“.